# 加音綾那
加音 綾那（かのん あやな、1996年3月12日 - ）は日本の元アイドル。スリジエ及びスリジエ星組の元メンバー。メンバーカラーは水色。埼玉県出身。ドリームプロジェクト所属。

## 略歴
2011年4月 芸能学校である 日本芸術高等学園に入学。舞台、ダンス、声優、音楽など数多くのジャンルを学び芸能活動をスタート。学校と提携している 山王プロダクション に所属後、経験を積みタレントとしての才能を発揮。
千の風になって 舞台ミュージカル 2年連続出演を果たし、舞台『君との未来』では主演を果たした。
2013年  安室奈美恵、AAA、後藤真希、倖田來未など所属として有名なavexの エイベックスアーティストアカデミーに 所属。その後、ダンサーとしても活躍。様々なアーティストを支えるバックダンサーを務め学生ながらに幅広く活動をしていた。
日本最大級  夏のgirlsフェスティバル　渋谷O-EAST にて行われるキャンパスサミット2013のファッションショーに出演。
その時の主催者から、アイドルオーディションのスカウトを受け 、世界最大級のGALユニット「渋谷GAL’s」から誕生した日本のティーンズギャルアイドルユニットGAL☆DOLL  の候補生になるも圧倒的人気とアイドル性を残しつつ惜しくも正規メンバー入りにはならず。
又、SHOWROOM株式会社が運営するアイドルやタレントがライブ配信して視聴者とコミュニケーションを楽しむWebサイトとして2013年11月25日サービスを開始。その貴重な第一号戦力のタレントとして、栗原ひとみ（CoverGirls）、ほのか（みんなのこどもちゃん）、加音綾那 (現スリジエ)、アイドリング!!!の派生ユニット「アイドリングNEO」などが抜擢された。
サービス当初はDeNA本社スタジオからの公式放送や、芸能人による配信のみが行なわれており、一般ユーザーが配信することはできなかった。
毎週 水曜日には加音綾那番組として 自身の冠番組を持つほどであった。SHOWROOMがスタートして加音綾那の冠番組が、1ヶ月経つ頃には1000人以上のファンが毎週閲覧するようになっていた。
2015年 日本の女性アイドルグループ little more. (リトルモア) メンバーとしてデビュー。グループの絶対的エースとしてファーストシングル 「ピリオドを抱きしめて」のセンターを務めCDを発売。2016年11月16日 little more.卒業
2017年7月 公開オーディションを受けドリームプロジェクトメンバーとなる
その後、過酷なレッスン、強化合宿を経て、1万人の中から選ばれた正統派美少女アイドルグループスリジエ(cerisier)の結成メンバーとして2017年12月10日 仮面女子CAFEにてデビュー
当時候補生だった加音綾那は、実力派パフォーマンスユニットのオーシャンのメンバーとなる
2018年7月1日 初の組閣にて、アイドル性と圧倒的人気でオーシャンの新センターに抜擢
11月23日 Zepp DiverCityにて1stワンマンライブ
2019年 4月2日（超）組閣。 正規メンバー入りを果たす。新ユニット風組が新設され、風組所属となった。
2019年7月15日 品川ステラボールにて2ndワンマンライブ
2021年5月9日にスリジエからの卒業を発表した。

## 主な作品

### ＣＭ
- コカ・コーラ(クリスマスバージョン2012)30秒、60秒共に出演
- コナミ-ドラゴンコレクション
- いろはす～地元の水応援プロジェクト～
- カネボウ コフレドール
- 村田製作所
- NTT-西日本 (2回出演)
- FLAGメディアサービス

### 番組
- TBS-逢いたい(再現VTR-原千昌)・BS日テレ新番組(The.God.Hand)
- 母ちゃんに逢いたい!(バラエティ)ザテレビジョン
- 神の手を持つカリスマたちの究極バトルＢＳ日テレ 新番組　「The God Hand」

### 舞台
- 【ロボ笑ったね 】ミュージカル出演  リサ役
- 【千の風になって】ミュージカル出演2012ヴィエント役
- 【千の風になって】ミュージカル出演2013年 すず役
- 【君との未来】舞台出演 主演  あや役

### モデル
- ベネッセ ダイレクトメール
- コナミ、ダイレクトメール(イメージモデル)
- バレンタイン&ホワイトデー  イオン広告モデル
- Al-ハピネス-pv「AI - ハピネス」
- 雑誌  HOT WATER 2017 11月号 掲載
- 雑誌  HOT WATER 2018 1月号 掲載
- 雑誌CanCam 2019年4月掲載